# (32812) 1990 UY4
1990 UY4 (asteroide 32812) é um asteroide da cintura principal. Possui uma excentricidade de 0.18908530 e uma inclinação de 6.24717º.
Este asteroide foi descoberto no dia 16 de outubro de 1990 por Eric Walter Elst em La Silla.